# (5735) Loripaul
(5735) Loripaul (1989 LM) – planetoida z pasa głównego asteroid okrążająca Słońce w ciągu 3,46 lat w średniej odległości 2,29 j.a. Odkryta 4 czerwca 1989 roku.